# TOKYO IDOL TV
『TOKYO IDOL TV』（トウキョウ・アイドル・ティービー）は、フジテレビで2015年11月6日（11月5日深夜）から2016年3月18日（3月17日深夜）まで放送されていたバラエティ番組である。
2015年3月に発足したフジテレビによる「TOKYO IDOL PROJECT」（TIP）が贈るバラエティ番組。MCは女性アイドルが2週間交代で担当。熊をモチーフにしたオリジナルキャラクターで「TOKYO IDOL PROJECT」プロデューサー役の『TIT』（ティット、声:中田エミリー）が存在する。
2015年10月までは、「アフロの変」内の「TOKYO IDOL PROJECT 2minutes」でTIPの情報を伝えていたが、当番組内に移動している。2016年1月より、1:25 - 1:55に『暗殺教室』を放送に伴い、放送時間が30分繰り下げられた。

## ゲストMC
| 放送日                                      | ゲストMC            | 備考                                   |
| ------------------------------------------- | ------------------- | -------------------------------------- |
| 2015年11月6・13日                           | でんぱ組.inc        |                                        |
| 2015年11月20日・12月4日 ・2016年3月11・18日 | ベイビーレイズJAPAN | 11月27日は特別番組放送の為休止         |
| 2015年12月10・17日・2016年1月14・21日       | SUPER☆GiRLS         |                                        |
| 2016年2月5日・12日・19日・3月4日            | さくら学院          | 1月28日・2月26日は特別番組放送の為休止 |

## スタッフ
TIPのメインとなる『TOKYO IDOL FESTIVAL』は、元々当番組の前番組である『アイドリング!!!』が母体となって誕生したという経緯もあり、当番組の主要スタッフの多くが『アイドリング!!!』から引き続き担当している（カッコ内は『アイドリング!!!』での肩書き）。

### TIPスタッフ
- 総合プロデューサー：濵田俊也
- プロデューサー：菊竹龍、高橋聡史、渡辺未生、佐久間史晃、鳥澤貴享

### 番組スタッフ
- チーフプロデューサー：神原孝（制作）
- スーパーバイザー：時宗大（コンテンツプロデューサー）
- プロデューサー：笹谷隆司（プロデューサー）、岡江美香子
- 演出：鈴木一休
- ディレクター：金只和史、森洋介（フロア）、鈴木麻美（ディレクター）、市村智哉、高瀬康宏（AD）
- AP：鎌田葵実子、野中亜美
- 構成：酒井健作・乾友子（構成）、エドボル
- 編成：村上正成
- 広報：清田美智子
- 技術協力：エルパシオ、プログレッソ、IMAGICA、モアバウンスサウンド
- 協力：フジアール、ファイズマン、産経デジタル、スタジオ・ノーヴァ、COM
- 制作協力：FCC
- 制作：フジテレビ総合事業局 イベント事業センター事業部
- 制作著作：フジテレビ

## ネット局
| 放送地域   | 放送局             | 放送期間                       | 放送日時                                                             | 備考       |
| ---------- | ------------------ | ------------------------------ | -------------------------------------------------------------------- | ---------- |
| 関東広域圏 | フジテレビ         | 2015年11月6日 - 2016年3月18日  | 金曜 2:25 - 2:55（2015年12月まで） 金曜 2:55 - 3:25（2016年1月以降） | 制作局     |
| 岩手県     | 岩手めんこいテレビ | 2015年11月13日 - 2016年3月18日 | 金曜 2:25 - 2:55（2015年12月まで） 金曜 2:55 - 3:25（2016年1月以降） | 同時ネット |
| 福岡県     | テレビ西日本       | 2015年11月17日 -               | 火曜 1:55 - 2:25                                                     | 11日遅れ   |
| 秋田県     | 秋田テレビ         | 2015年11月23日 - 2016年3月28日 | 月曜 1:20 - 1:50                                                     | 17日遅れ   |
| 長野県     | 長野放送           | 2015年11月25日 - 2016年3月30日 | 水曜 1:25 - 1:55                                                     | 19日遅れ   |
| 全国放送   | BSフジ             | 2015年11月8日 -                | 日曜 2:30 - 3:00                                                     | 2日遅れ    |